# Daniela Piperno
Daniela Piperno (Milano, 24 settembre 1951) è un'attrice italiana.

## Biografia
Daniela Piperno inizia a Milano, insieme a Gabriele Salvatores, Ferdinando Bruni, Elio De Capitani, costituendo il Teatro dell'Elfo. Dal 1985 al 1989 insieme a Lucia Vasini e Pia Engleberth dà vita al trio comico Sorelle-Sister; lavora poi con Carlo Cecchi (La locandiera, Finale di partita, Sogno di una notte di mezza estate, Misura per misura); con Arturo Cirillo (La notte è madre del giorno); con Andrea De Rosa (Manfred), con Lucia Calamaro (L'Origine del Mondo), con Alessandra Cutolo (Resurrezione, Uno) e con Cristina Comencini (Est-Ovest).

## Filmografia

### Cinema
- Ecco noi per esempio, regia di Sergio Corbucci (1977)
- Due pezzi di pane, regia di Sergio Citti (1979)
- Il minestrone, regia di Sergio Citti (1981)
- Il ragazzo di campagna, regia di Castellano e Pipolo (1984)
- Grandi magazzini, regia di Castellano e Pipolo (1986)
- Il volatore di aquiloni, regia di Renato Pozzetto (1987)
- I cammelli, regia di Giuseppe Bertolucci (1988)
- Anni 90, regia di Enrico Oldoini (1992)
- Il monellone, regia di Guido Anelli (1998) - cortometraggio
- Pane e tulipani, regia di Silvio Soldini (2000)
- L'amore probabilmente, regia di Giuseppe Bertolucci (2001)
- Il nostro matrimonio è in crisi, regia di Antonio Albanese (2002)
- The Sin Eater, regia di Brian Elgeland (2005)
- Si può fare, regia di Giulio Manfredonia (2008)
- Cado dalle nubi, regia di Gennaro Nunziante (2009)
- Neuronic Car, regia di Alice Comandini (2009) - cortometraggio
- Le ombre rosse, regia di Francesco Maselli (2009)
- Quando la notte, regia di Cristina Comencini (2010)
- Il volto di un'altra, regia di Pappi Corsicato (2011)
- Mai Stati Uniti, regia di Carlo Vanzina (2013)
- Il futuro, regia di Alicia Scherson (2013)
- Sole a catinelle, regia di Gennaro Nunziante (2013)
- Contromano, regia di Antonio Albanese (2018)
- Una relazione, regia di Stefano Sardo (2021)
- Diabolik, regia dei Manetti Bros. (2021)
- Gli idoli delle donne, regia di Lillo & Greg e Eros Puglielli (2022)
- Perfetta illusione, regia di Pappi Corsicato (2022)
- Siccità, regia di Paolo Virzì (2022)
- Ferrari, regia di Michael Mann (2023)

### Televisione
- Yerma di Federico Garcia Lorca, regia di Marco Ferreri - film TV (1978)
- Il povero soldato, regia di Mario Morini - miniserie TV (1978)
- Paura sul mondo, regia di Domenico Campana - miniserie TV (1979)
- Professione farabutto, regia di Alberto Sironi (1983)
- Una favola spinta, regia di G. Tosi (1983)
- Neve a Capri, regia di Gianluigi Calderone (1984)
- Erba selvatica, regia di F. Campigotto (1984)
- La nebbia agli irti colli, regia di G. Tosi (1985)
- Una verità come un'altra, regia di Gianluigi Calderone (1986)
- Proffimamente non stop, regia di Enzo Trapani (1986)
- Via Teulada 66, regia di Gianni Brezza (1988)
- Nonno Felice, regia di Giancarlo Nicotra (1992)
- Avvocati, regia di Giorgio Ferrara (1998)
- La squadra, registi vari (2003)
- Amici e nemici, regia di Giulio Manfredonia (2009)
- Il delitto di via Poma, regia di Roberto Faenza - film TV (2011)
- Baciamo le mani - Palermo New York 1958, regia di Eros Puglielli (2013)
- Rex (2014-in corso)